# NMF Erfgoedadvies
NMF Erfgoedadvies is een onafhankelijke organisatie die zich inzet voor erfgoed in Noord-Holland.

## Taken
De organisatie voert een deel van het provinciale beleid op het gebied van erfgoed en archeologie uit en werkt ook in opdracht van anderen, zoals gemeenten en erfgoedinstanties. Concrete projecten zijn Atlantikwall, Verhalenfestival Wormerland, de Stelling van Amsterdam en het maken van archeologische beleidskaarten.
NMF Erfgoedadvies functioneert als de provinciale erfgoedinstelling van Noord-Holland. Het is ook  provinciaal steunpunt cultureel erfgoed en adviseert gemeenten over die materie.
NMF Erfgoedadvies is een besloten vennootschap en 100 % eigendom van de naamloze vennootschap Archeologisch Diensten Centrum (ADC) te Amersfoort.